# Hugo Souza (Fußballspieler, 1999)
Hugo Souza (* 31. Januar 1999 in Duque de Caxias), mit vollständigen Namen Hugo de Souza Nogueira, ist ein brasilianischer Fußballspieler.

## Karriere
Hugo Souza erlernte das Fußballspielen in Rio de Janeiro in den Jugendmannschaften von CR Vasco da Gama, Fluminense FC und CR Flamengo. Bei Flamengo unterschrieb er im August 2019 seinen ersten Profivertrag. Der Verein spielte in der ersten Liga des Landes, der Série A. Sein Erstligadebüt gab er am 27. September 2020, dem zwölften Spieltag der Meisterschaft 2020, im Auswärtsspiel bei der SE Palmeiras. Hier stand er in der Startelf im Tor und spielte die kompletten 90 Minuten. Bis Saisonende bestritt er weitere 21 Spiele und konnte am 25. Februar 2021 die Meisterschaft gewinnen. Am 19. Oktober 2022 folgte der Erfolg im Copa do Brasil 2022 und am 29. November  der Sieg in der Copa Libertadores 2022.
Am 6. Juli 2023 wurde Souza als Neuzugang beim GD Chaves aus Portugal bekannt gegeben. Der Kontrakt auf Leihbasis wurde auf ein Jahr befristet, mit der Option, 50 % der wirtschaftlichen Rechte für 1,2 Millionen Euro zu erwerben. Nach Absluss der Saison 2023/24 ging Souza zurück in seine Heimat. Hier wurde er bis Jahresende an den SC Corinthians nach São Paulo ausgeliehen. Zum Jahresanfang 2025 wurde er von dem Klub fest übernommen.

## Erfolge
Flamengo
- Staatsmeisterschaft von Rio de Janeiro: 2020
- Taça Guanabara: 2020
- Brasilianischer Meister: 2020
- Supercopa do Brasil: 2021
- Copa do Brasil: 2022
- Copa Libertadores: 2022